# Кевін Робінзайн
Кевін Робінзайн (англ. Kevin Robinzine; нар. 12 квітня 1966, Форт-Верт, Техас, США) — американський легкоатлет, що спеціалізується на спринті, олімпійський чемпіон 1988 року.

## Кар'єра
| Рік             | Змагання         | Місто                | Місце           | Дисципліна            | Примітки        |
| Представник США | Представник США  | Представник США      | Представник США | Представник США       | Представник США |
| --------------- | ---------------- | -------------------- | --------------- | --------------------- | --------------- |
| 1988            | Олімпійські ігри | Сеул, Південна Корея | 1               | естафета 4×400 метрів | 2:56.16         |